# Limba darghină
Limba darghină (dargwa) este vorbită de populația darghină, răspândită mai ales în vestul Daghestanului.
Are trei dialecte reciproc inteligibile, având caracterul de continuum dialectal.
Ca sistem de scriere, utilizează alfabetul chirilic.
Conform recensământului din 2002 din Rusia, există circa 430.000 de vorbitori de darghină în Daghestan și circa 9.000 în regiunile învecinate.